# Silent Civilian
Silent Civilian (deutsch: „Stiller Zivilist“) ist eine US-amerikanische Metalcore-Band aus Kalifornien. Sie wird oft auch dem Thrash Metal zugeordnet. Die Band wurde 2004 gegründet, kurz nachdem der Sänger Johnny Santos seine vorige Band Spineshank verließ. Die Band veröffentlichte bis heute zwei Alben.

## Geschichte
Am 2. Mai 2006 erschien das Debütalbum Rebirth of the Temple auf dem Label Mediaskare. Das Album verkaufte sich bis Mitte Juni 2007 in den USA etwa 25.000 Mal und bekam hauptsächlich positive Kritiken. Die erste Single daraus war der Titelsong des Albums, zu dem auch ein Musikvideo gedreht wurde. In dem Video sind auch die Gastmusiker Roy Mayorga (Stone Sour) und Wayne Static (Static-X) zu sehen. Als zweite Single entschied man sich für The Song Remains Un-Named, für welche ebenfalls ein Video produziert wurde. Silent Civilian tourten durch die Vereinigten Staaten mit Bands wie Kittie, Bring Me The Horizon und It Dies Today. Die nächste Singleauskopplung war Live Again.
Ende 2007 erklärte Drummer Chris Mora seinen Ausstieg aus der Band. Mit dem Nachfolger Ryan Halpert arbeitete die Gruppe zusammen am Nachfolger des Debütalbums. Im März 2009 konnte das Publikum einen ersten Eindruck von neuen Album Ghost Stories erhalten, da der erste Demo-Song auf der Myspace-Seite zum Anhören bereitgestellt wurde.
Johnny Santos hatte sich unterdessen mit seiner alten Band Spineshank vertragen und arbeitete auch mit dieser bereits an neuen Songs. Am 18. Mai 2010 wurde Ghost Stories über Century Media veröffentlicht. Die dazugehörige Single heißt Last One Standing. Auch zu dieser Single wurde ein Video gedreht.

## Diskografie

### Alben
- 2006: Rebirth of the Temple
- 2010: Ghost Stories

### Singles
- 2006: Rebirth of the Temple
- 2006: The Song Remains Un-Named
- 2007: Live Again
- 2010: Last One Standing